# Rafael Struick
Rafael Struick (Leidschendam, 27 marzo 2003) è un calciatore indonesiano con cittadinanza olandese, attaccante del Dewa Utd e della nazionale indonesiana.

## Biografia
È nato nei Paesi Bassi da padre olandese e madre indonesiana originaria di Giava, emigrata prima in Suriname ed infine nei Paesi Bassi.

## Carriera

### Club
Struick è entrato a far parte del settore giovanile dell'ADO Den Haag nel 2020, proveniente dal RKAVV. Il 6 maggio 2022 ha esordito in prima squadra nell'incontro di Eerste Divisie perso 3-0 contro l'Emmen ed il 10 giugno ha firmato il suo primo contratto professionistico.
Nel 2024 si è trasferito nella prima divisione australiana al Brisbane Roar.

### Nazionale
Ha giocato nelle nazionali giovanili indonesiane Under-20 ed Under-23.
Il 22 maggio 2023 ha ottenuto la cittadinanza indonesiana e cinque giorni dopo ha ricevuto la prima convocazione con la nazionale indonesiana. Ha esordito il 14 giugno giocando da titolare l'amichevole pareggiata 0-0 contro la Palestina.
Nel dicembre del 2023 è stato inserito nella lista dei convocati per la Coppa d'Asia 2023.

## Statistiche

### Presenze e reti nei club
Statistiche aggiornate al 6 dicembre 2024.
| Stagione            | Squadra             | Campionato          | Campionato | Campionato | Coppe nazionali | Coppe nazionali | Coppe nazionali | Coppe continentali | Coppe continentali | Coppe continentali | Altre coppe | Altre coppe | Altre coppe | Totale | Totale | Totale |
| Stagione            | Squadra             | Comp                | Pres       | Reti       | Comp            | Pres            | Reti            | Comp               | Pres               | Reti               | Comp        | Pres        | Reti        | Pres   | Reti   |        |
| ------------------- | ------------------- | ------------------- | ---------- | ---------- | --------------- | --------------- | --------------- | ------------------ | ------------------ | ------------------ | ----------- | ----------- | ----------- | ------ | ------ | ------ |
| 2021-2022           | ADO Den Haag        | EED                 | 1+1        | 0          | CO              | 0               | 0               |                    | -                  | -                  |             | -           | -           | 2      | 0      |        |
| 2022-2023           | ADO Den Haag        | EED                 | 2          | 0          | CO              | 0               | 0               |                    | -                  | -                  |             | -           | -           | 2      | 0      |        |
| 2023-2024           | ADO Den Haag        | EED                 | 3          | 0          | CO              | 1               | 0               |                    | -                  | -                  |             | -           | -           | 4      | 0      |        |
| Totale ADO Den Haag | Totale ADO Den Haag | Totale ADO Den Haag | 7          | 0          |                 | 1               | 0               |                    | -                  | -                  |             | -           | -           | 8      | 0      |        |
| 2024-2025           | Brisbane Roar       | AL                  | 6          | 1          | CA              | 0               | 0               |                    | -                  | -                  |             | -           | -           | 6      | 1      |        |
| Totale carriera     | Totale carriera     | Totale carriera     | 13         | 1          |                 | 1               | 0               |                    | -                  | -                  |             | -           | -           | 14     | 1      |        |

### Cronologia presenze e reti in nazionale
| Cronologia completa delle presenze e delle reti in nazionale ― Indonesia | Cronologia completa delle presenze e delle reti in nazionale ― Indonesia | Cronologia completa delle presenze e delle reti in nazionale ― Indonesia | Cronologia completa delle presenze e delle reti in nazionale ― Indonesia | Cronologia completa delle presenze e delle reti in nazionale ― Indonesia | Cronologia completa delle presenze e delle reti in nazionale ― Indonesia | Cronologia completa delle presenze e delle reti in nazionale ― Indonesia | Cronologia completa delle presenze e delle reti in nazionale ― Indonesia |
| Data                                                                     | Città                                                                    | In casa                                                                  | Risultato                                                                | Ospiti                                                                   | Competizione                                                             | Reti                                                                     | Note                                                                     |
| ------------------------------------------------------------------------ | ------------------------------------------------------------------------ | ------------------------------------------------------------------------ | ------------------------------------------------------------------------ | ------------------------------------------------------------------------ | ------------------------------------------------------------------------ | ------------------------------------------------------------------------ | ------------------------------------------------------------------------ |
| 14-6-2023                                                                | Surabaya                                                                 | Indonesia                                                                | 0 – 0                                                                    | Palestina                                                                | Amichevole                                                               | -                                                                        | 32’ 46’                                                                  |
| 19-6-2023                                                                | Giacarta                                                                 | Indonesia                                                                | 0 – 2                                                                    | Argentina                                                                | Amichevole                                                               | -                                                                        | 64’                                                                      |
| 16-11-2023                                                               | Bassora                                                                  | Iraq                                                                     | 5 – 1                                                                    | Indonesia                                                                | Qual. Mondiali 2026                                                      | -                                                                        | 39’                                                                      |
| 21-11-2023                                                               | Manila                                                                   | Filippine                                                                | 1 – 1                                                                    | Indonesia                                                                | Qual. Mondiali 2026                                                      | -                                                                        | 83’ 90+3’                                                                |
| 2-1-2024                                                                 | Aksu                                                                     | Libia                                                                    | 4 – 0                                                                    | Indonesia                                                                | Amichevole                                                               | -                                                                        | 46’                                                                      |
| 5-1-2024                                                                 | Aksu                                                                     | Indonesia                                                                | 1 – 2                                                                    | Libia                                                                    | Amichevole                                                               | -                                                                        | 46’                                                                      |
| 9-1-2024                                                                 | Al Rayyan                                                                | Iran                                                                     | 5 – 0                                                                    | Indonesia                                                                | Amichevole                                                               | -                                                                        | 73’                                                                      |
| 15-1-2024                                                                | Al Rayyan                                                                | Iraq                                                                     | 3 – 1                                                                    | Indonesia                                                                | Coppa d'Asia 2023 - 1º turno                                             | -                                                                        | 76’                                                                      |
| 19-1-2024                                                                | Doha                                                                     | Vietnam                                                                  | 0 – 1                                                                    | Indonesia                                                                | Coppa d'Asia 2023 - 1º turno                                             | -                                                                        | 68’                                                                      |
| 24-1-2024                                                                | Doha                                                                     | Giappone                                                                 | 3 – 1                                                                    | Indonesia                                                                | Coppa d'Asia 2023 - 1º turno                                             | -                                                                        | 42’ 89’                                                                  |
| 28-1-2024                                                                | Al Rayyan                                                                | Australia                                                                | 4 – 0                                                                    | Indonesia                                                                | Coppa d'Asia 2023 - Ottavi di finale                                     | -                                                                        | 90’                                                                      |
| 21-3-2024                                                                | Giacarta                                                                 | Indonesia                                                                | 1 – 0                                                                    | Vietnam                                                                  | Qual. Mondiali 2026                                                      | -                                                                        | 87’                                                                      |
| 2-6-2024                                                                 | Giacarta                                                                 | Indonesia                                                                | 0 – 0                                                                    | Tanzania                                                                 | Amichevole                                                               | -                                                                        | 67’                                                                      |
| 6-6-2024                                                                 | Giacarta                                                                 | Indonesia                                                                | 0 – 2                                                                    | Iraq                                                                     | Qual. Mondiali 2026                                                      | -                                                                        | 75’                                                                      |
| 11-6-2024                                                                | Giacarta                                                                 | Indonesia                                                                | 2 – 0                                                                    | Filippine                                                                | Qual. Mondiali 2026                                                      | -                                                                        | 63’                                                                      |
| 5-9-2024                                                                 | Riad                                                                     | Arabia Saudita                                                           | 1 – 1                                                                    | Indonesia                                                                | Qual. Mondiali 2026                                                      | -                                                                        |                                                                          |
| 10-9-2024                                                                | Giacarta                                                                 | Indonesia                                                                | 0 – 0                                                                    | Australia                                                                | Qual. Mondiali 2026                                                      | -                                                                        | 45’                                                                      |
| 10-10-2024                                                               | Riffa                                                                    | Bahrein                                                                  | 2 – 2                                                                    | Indonesia                                                                | Qual. Mondiali 2026                                                      | 1                                                                        |                                                                          |
| 15-10-2024                                                               | Tsingtao                                                                 | Cina                                                                     | 2 – 1                                                                    | Indonesia                                                                | Qual. Mondiali 2026                                                      | -                                                                        |                                                                          |
| 15-11-2024                                                               | Giacarta                                                                 | Indonesia                                                                | 0 – 4                                                                    | Giappone                                                                 | Qual. Mondiali 2026                                                      | -                                                                        |                                                                          |
| 19-11-2024                                                               | Giacarta                                                                 | Indonesia                                                                | 2 – 0                                                                    | Arabia Saudita                                                           | Qual. Mondiali 2026                                                      | -                                                                        |                                                                          |
| 9-12-2024                                                                | Yangon                                                                   | Birmania                                                                 | 0 – 1                                                                    | Indonesia                                                                | AFF Cup 2024 - 1º turno                                                  | -                                                                        | 46’                                                                      |
| 12-12-2024                                                               | Surakarta                                                                | Indonesia                                                                | 3 – 3                                                                    | Laos                                                                     | AFF Cup 2024 - 1º turno                                                  | -                                                                        |                                                                          |
| 15-12-2024                                                               | Việt Trì                                                                 | Vietnam                                                                  | 1 – 0                                                                    | Indonesia                                                                | AFF Cup 2024 - 1º turno                                                  | -                                                                        | 50’                                                                      |
| 21-12-2024                                                               | Surakarta                                                                | Indonesia                                                                | 0 – 1                                                                    | Filippine                                                                | AFF Cup 2024 - 1º turno                                                  | -                                                                        | 52’                                                                      |
| 20-3-2025                                                                | Sydney                                                                   | Australia                                                                | 5 – 1                                                                    | Indonesia                                                                | Qual. Mondiali 2026                                                      | -                                                                        | 46’                                                                      |
| Totale                                                                   |                                                                          | Presenze                                                                 | 26                                                                       |                                                                          | Reti                                                                     | 1                                                                        |                                                                          |